# Квемо-Цкаро
Квемо-Цкаро или Джмашта (абх. Джмашта, груз. ქვემო წყარო) — село в Абхазии, в Гулрыпшском районе частично признанной Республики Абхазия, согласно административному делению Грузии — в Гульрипшском муниципалитете Абхазской Автономной Республики. К юго-востоку расположено село Цабал (Цебельда).

## Население
В 1959 году в селе Квемо-Цкаро жил 161 человек, в основном армяне (в Цебельдинском сельсовете в целом — 2225 человек, в основном армяне, а также грузины). В 1989 году в селе жило 99 человек, также в основном армяне.